# Subida a Urkiola 2003
La Subida a Urkiola 2003, ventinovesima edizione della corsa, si svolse il 10 agosto 2003 su un percorso di 160 km, con partenza da Durango e arrivo ad Abadiño. Fu vinta dall'italiano Leonardo Piepoli della iBanesto.com davanti al belga Dave Bruylandts e allo spagnolo Haimar Zubeldia.

## Ordine d'arrivo (Top 10)
| Pos. | Corridore                    | Squadra                    | Tempo    |
| ---- | ---------------------------- | -------------------------- | -------- |
| 1    | Leonardo Piepoli             | iBanesto.com               | 3h53'59" |
| 2    | Dave Bruylandts              | Marlux-Wincor Nixdorf      | a 7"     |
| 3    | Haimar Zubeldia              | Euskaltel-Euskadi          | a 39"    |
| 4    | Mauricio Alberto Ardila Cano | Marlux-Wincor Nixdorf      | a 54"    |
| 5    | Gorka Gonzalez Larranaga     | Euskaltel-Euskadi          | a 1'00"  |
| 6    | Aitor Kintana                | Labarca-2-Cafe Baque       | a 1'27"  |
| 7    | David Latasa Lasa            | Kelme                      | s.t.     |
| 8    | Jonathan González            | ONCE-Eroski                | a 1'30"  |
| 9    | Joaquim Lopez Torrella       | Paternina-Costa de Almeria | a 1'59"  |
| 10   | Julen Fernandez Vijandi      | Euskaltel-Euskadi          | a 2'01"  |